# Сьюдад-Реальська діоцезія
Сьюда́д-Реа́льська діоце́зія (лат. Dioecesis Civitatis Regalensis; ісп. Diócesis de Ciudad Real) — діоцезія римського обряду Католицької церкви в Іспанії, з центром у місті Сьюдад-Реаль.  Входить до складу Толедської церковної провінції. Суфраганна діоцезія Толедської архідіоцезії. Заснована 4 лютого 1980 року. Голова — єпископ Сьюдад-Реальський. Центральний храм — Сьюдад-Реальський собор.  Площа — 19,813 км². Населення — 500,060 ос.; з них католики — 493,060 ос. (98.6%). Чинний голова — Антоніо Ангель Альгора Ернандо, єпископ Сьюдад-Реальський.

## Єпископи
- Антоніо Ангель Альгора Ернандо

## Статистика
Згідно з «Annuario Pontificio» і Catholic-Hierarchy.org:
| Рік  | Населення | Населення | Населення | Священики | Священики | Священики | Священики           | Диякони | Ченці    | Ченці | Парафії |
| Рік  | католики  | загалом   | %         | загалом   | секулярні | ченці     | вірних на священика | Диякони | чоловіки | жінки | Парафії |
| ---- | --------- | --------- | --------- | --------- | --------- | --------- | ------------------- | ------- | -------- | ----- | ------- |
| 1950 | 536.200   | 537.500   | 99,8      | 235       | 155       | 80        | 2.281               |         | 118      | 643   | 132     |
| 1970 | 540.269   | 540.822   | 99,9      | 333       | 256       | 77        | 1.622               |         | 124      | 754   | 184     |
| 1980 | 496.771   | 498.205   | 99,7      | 306       | 231       | 75        | 1.623               |         | 117      | 743   | 187     |
| 1990 | 487.401   | 489.537   | 99,6      | 281       | 228       | 53        | 1.734               |         | 87       | 731   | 160     |
| 1999 | 480.700   | 482.820   | 99,6      | 261       | 213       | 48        | 1.841               |         | 69       | 671   | 163     |
| 2000 | 481.943   | 484.093   | 99,6      | 272       | 212       | 60        | 1.771               |         | 79       | 675   | 163     |
| 2001 | 480.910   | 483.510   | 99,5      | 267       | 214       | 53        | 1.801               |         | 70       | 648   | 164     |
| 2002 | 473.943   | 478.581   | 99,0      | 264       | 210       | 54        | 1.795               |         | 69       | 586   | 164     |
| 2003 | 479.238   | 484.338   | 98,9      | 254       | 210       | 44        | 1.886               |         | 101      | 620   | 164     |
| 2004 | 483.669   | 487.670   | 99,2      | 252       | 206       | 46        | 1.919               |         | 102      | 611   | 164     |
| 2006 | 493.060   | 500.060   | 98,6      | 262       | 206       | 56        | 1.881               |         | 107      | 543   | 164     |